# Krumbach (Halsbach)
Krumbach (mundartl.: Grumbåch(nà)) ist ein Gemeindeteil der Gemeinde Halsbach im oberbayerischen Landkreis Altötting. 

## Lage
Die Einöde Krumbach liegt etwa drei Kilometer südwestlich von Halsbach.

## Geschichte
Der Name des Ortes geht auf das mittelhochdeutsche Wort krump zurück. Er weist auch ein nahe gelegenes Bachbett mit vielen Krümmungen hin. Der Ort gehörte von der Gemeindegründung im Jahre 1818 an zur Gemeinde Oberzeitlarn und kam mit deren Auflösung am 1. Januar 1964 zur Gemeinde Halsbach.
Im Ort befinden sich eine denkmalgeschützte Kapelle vom Anfang des 20. Jahrhunderts sowie ein Bauernhaus aus dem Jahr 1911. 